# Heer (Wehrmacht)
Das Heer war neben Kriegsmarine und Luftwaffe eine der drei Teilstreitkräfte der Wehrmacht und umfasste die große Masse der deutschen Landstreitkräfte im Zweiten Weltkrieg. Neben dem Heer gab es auf deutscher Seite jedoch auch die Waffen-SS und die Bodentruppen unter dem Befehl des Oberbefehlshabers der Luftwaffe Hermann Göring sowie seit 1944 auch den der NSDAP-Parteileitung unterstellten Volkssturm.

## Verbände und Kommandobehörden

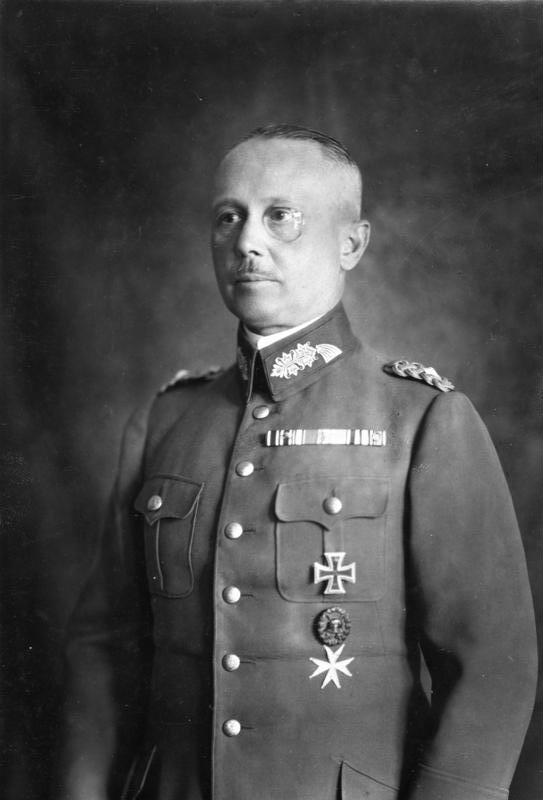
Werner von Fritsch (1932)

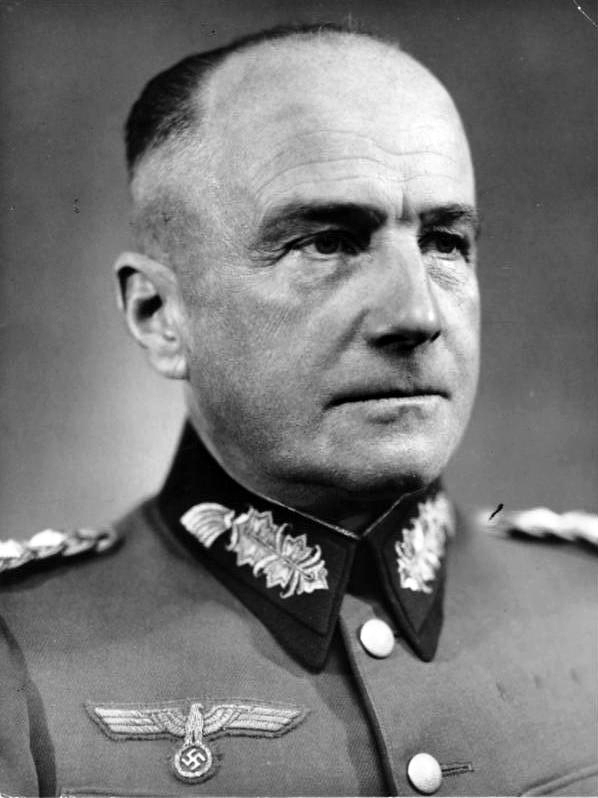
Walther von Brauchitsch (1939)

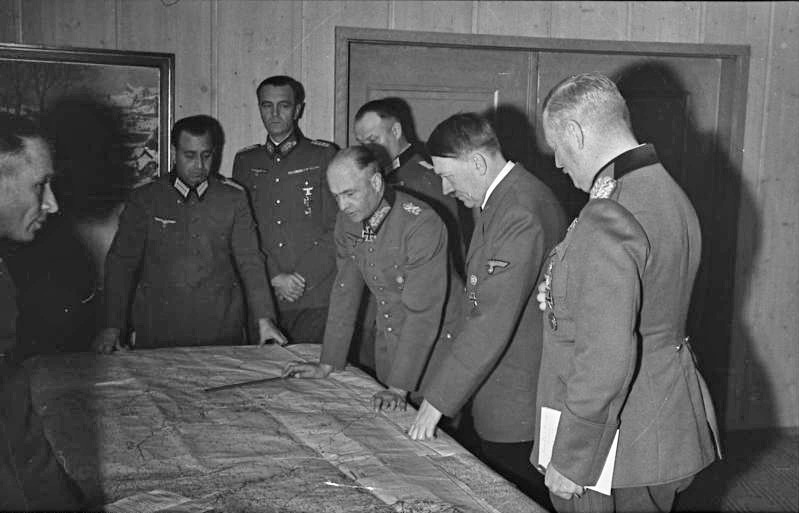
Sowjetunion-Nord. Lagebesprechung Oktober 1942, von rechts: Wilhelm Keitel, Adolf Hitler, Walther von Brauchitsch, Friedrich Paulus im OKW

Der Überblick über Verbände und Kommandobehörden umfasst alle Großverbände der Bodentruppen unbeschadet ihrer Zugehörigkeit zu Heer, Luftwaffe, Waffen-SS usw. Im normalen Frontbetrieb wurde hier eng zusammengearbeitet; für die Kampfeinsätze waren z. B. die 1. Fallschirm-Armee den entsprechenden Heeresgruppenkommandos unterstellt, die Eigenständigkeit machte sich vor allem bei Fragen der Erziehung im nationalsozialistischen Geist, beim Disziplinarrecht und der Gerichtsbarkeit bemerkbar.

### Kommandobehörden

#### Oberkommando des Heeres
Das eigentliche Oberkommando des Heeres (OKH) wurde 1935 im Zuge des ersten Schrittes der Restrukturierung der Wehrmacht geschaffen. Es war die höchste Kommandobehörde des Heeres mit Standort Wünsdorf bei Zossen. Es gliederte sich in den Generalstab des Heeres und das Heerespersonalamt. Hinzu kamen noch die Adjutantur des Chefs des OKH und seit 1938/39 der Beauftragte des Führers für die militärische Geschichtsschreibung Walter Scherff. Dem OKH waren der Chef der Heeresrüstung und Befehlshaber des Ersatzheeres und ein bzw. ab dem 20. April 1940 zwei Führungsnachrichtenregimenter (Führungsnachrichtenregiment 40 und Führungsnachrichtenregiment 601) nachgeordnet, um die Führungsfähigkeit des Hauptquartiers sicherzustellen.
Das Oberkommando des Heeres (OKH) zählte mit dem Oberkommando der Wehrmacht (OKW), dem Oberkommando der Marine (OKM) und dem Oberkommando der Luftwaffe (OKL) zu den höchsten Stabsorganisationen der Wehrmacht. Das OKW und die Oberkommandos der drei Teilstreitkräfte übernahmen in ihrem jeweiligen Zuständigkeitsbereich Planungsaufgaben. Sie waren dem Obersten Befehlshaber der Wehrmacht, Adolf Hitler, unterstellt. Eine Unterstellung des OKH unter das erst 1938 eingerichtete Oberkommando der Wehrmacht (OKW) bestand nicht. Dieses konnte an das OKH nur Befehle Hitlers weitergeben.
Oberbefehlshaber des Heeres (OBdH)
- Generaloberst Werner von Fritsch, 1. Januar 1934 bis 4. Februar 1938
- Generalfeldmarschall Walther von Brauchitsch, 4. Februar 1938 bis 19. Dezember 1941
- Adolf Hitler, 19. Dezember 1941 bis 30. April 1945
- Generalfeldmarschall Ferdinand Schörner, 30. April bis 8. Mai 1945

Chefs des Generalstabes des Heeres
- General der Artillerie Ludwig Beck, 1. Oktober 1933 bis 31. Oktober 1938
- Generaloberst Franz Halder, 31. Oktober 1938 bis 24. September 1942
- Generaloberst Kurt Zeitzler, 24. September 1942 bis 10. Juli 1944
- Generalleutnant Adolf Heusinger, 10. bis 20. Juli 1944 (mit der stellvertretenden Wahrnehmung der Geschäfte beauftragt)
- Generaloberst Heinz Guderian, 21. Juli 1944 bis 28. März 1945 (mit der Wahrnehmung der Geschäfte beauftragt)
- General der Infanterie Hans Krebs, 29. März bis 1. Mai 1945 (mit der Wahrnehmung der Geschäfte beauftragt)
- Generalfeldmarschall Wilhelm Keitel, 1. bis 13. Mai 1945 (mit der Wahrnehmung der Geschäfte beauftragt)
- Generaloberst Alfred Jodl, 13. bis 23. Mai 1945 (mit der Wahrnehmung der Geschäfte beauftragt)

#### Struktur von Korps, Armeen und Heeresgruppen
Bei den Heeresgruppen Armeen und Korps handelte es sich zunächst einmal nicht um Truppenverbände, sondern um Befehlshaber und deren Stäbe mit dem Chef des Generalstabes (Chef d. Gen.St.). Dabei war der Chef des Stabes im deutschen System seinem Befehlshaber fast gleichgestellt und vertrat diesen auch bei Abwesenheit im Kommando – anders als bei den alliierten Armeen, wo der Stabschef nur eine Art „Bürovorsteher“ war.
Idealerweise sollte bei Korps, Armee und Heeresgruppe zwischen den Kommandobehörden/Stäben und den durch sie zusammengefassten Truppen unterschieden werden und dies wird in der Literatur gelegentlich auch gemacht: Die Führung eines Korps wird dann als „Generalkommando“ oder „Höheres Kommando“ mit dem „Kommandierenden General“ (KG) an der Spitze bezeichnet, eine Armee wird von einem „Armeeoberkommando“ (AOK) mit seinem „Oberbefehlshaber“ (OB) geführt, eine Heeresgruppe von einem „Heeresgruppenkommando“ (H.Gr.K) und dem OB. In der Praxis ist diese Unterscheidung eher selten notwendig, jedoch muss darauf hingewiesen werden, dass in bestimmten Fällen die Beachtung des Unterschieds unbedingt erforderlich ist, nämlich immer dann, wenn eine Heeresgruppe „neu aufgestellt“ oder „aus der Front herausgezogen wurde“. So wurde z. B. am 27. November 1942 im Süden der Ostfront nach dem Durchbruch der Roten Armee die Heeresgruppe Don eingeschoben; hierbei handelte es sich nicht um neue Kampftruppen, sondern lediglich um den umbenannten Stab + OB (Manstein) der 11. Armee – deren Truppen wiederum auf andere Armeen verteilt wurden –, die die Führung von vier Armeen der Heeresgruppe B übernahmen. Als die Heeresgruppe B am 9. Februar 1943 aus der Front herausgezogen wurde, bedeutete dies lediglich, dass der Stab nebst Oberbefehlshaber (Weichs) in die Heimat verlegt wurde und die Truppen auf die Heeresgruppen Mitte und Don (ab 12. Februar „Süd“) verteilt wurden. Ähnliches gilt für sämtliche Neuaufstellungen von Heeresgruppen, die besonders ab 1943 inflationäre Ausmaße erreichten: Es handelte sich jeweils nicht um neue Truppen, sondern nur um neu aufgestellte Kommandobehörden, denen nur gelegentlich eine geringe Anzahl neuer Verbände zugeführt wurde. Ähnlich besaß z. B. die im November 1944 an der Schweizer Grenze aufgestellte sogenannte 24. Armee zu keinem Zeitpunkt eigene Kampftruppen, weswegen die terminologisch einwandfreie Bezeichnung auch nur „AOK 24“ lauten kann.
Abteilungen in den Führungsstäben des Heeres
Die Generalstabs- bzw. Stabsabteilungen waren auf allen Ebenen gleich gegliedert. Folgende Bezeichnungen wurden dabei verwandt:
| Ia  | Führungsabteilung                                         |
| Ib  | Quartiermeisterabteilung                                  |
| Ic  | Feindaufklärung und Abwehr; geistige Betreuung im NS-Sinn |
| Id  | Ausbildung                                                |
| IIa | 1. Adjutant (Offizierpersonalien)                         |
| IIb | 2. Adjutant (Unteroffiziere und Mannschaften)             |
| III | Gericht                                                   |
| IVa | Intendant (Rechnungswesen, allgemeine Verwaltung)         |
| IVb | Arzt                                                      |
| IVc | Veterinär                                                 |
| IVd | Geistlicher                                               |

#### Heeresgruppen
Das Heer verfügte mit Stand vom 3. Januar 1939 über sechs Heeresgruppenkommandos (1–6), denen die Armeekorps (AK) und gegebenenfalls weitere Stäbe und Truppen unterstanden.
Die (im Frieden bestehenden sechs) Heeresgruppenkommandos wurden alle bei Mobilmachung am 26. August 1939 aufgelöst und zur Aufstellung von fünf Armeenoberkommandos und eines neuen Heeresgruppenkommandos verwandt.
| Heeresgruppe | Standort          | Unterstellungen | Umgliederung                    |
| ------------ | ----------------- | --- | ------------------------------- |
| 1            | Berlin            | I., II., III. und VIII. Armeekorps Kommandanturen der Befestigungen bei Breslau, Glogau, Neustettin und Oppeln Grenzkommandantur Küstrin; Inspektion der Ostbefestigungen                    | AOK 2 (wurde Heeresgruppe Nord) |
| 2            | Frankfurt am Main | V., VI. und XII. Armeekorps Generalkommando der Grenztruppen Saarpfalz Kommandostäbe Eifel und Oberrhein, Landwehrkommandeure Hanau und Heilbronn (Neckar) Inspektion der Grenzbefestigungen | Heeresgruppe C                  |
| 3            | Dresden           | IV., VII. und XIII. Armeekorps | AOK 8                           |
| 4            | Leipzig           | XIV., XV. und XVI. Armeekorps | AOK 10                          |
| 5            | Wien              | XVII. und XVIII. Armeekorps 4. leichte Division und 2. Panzer-Division Festungsinspektion XI                                                                                                 | AOK 14                          |
| 6            | Hannover          | IX., X. und XI. Armeekorps | AOK 4                           |

Demgegenüber entstand das Heeresgruppenkommando „Süd“ bei der Mobilmachung aus dem AOK 12.
Im Krieg wurden Heeresgruppen normalerweise mit Buchstaben bezeichnet. Dies gilt auch mit Abstrichen für die ersten drei Heeresgruppen der Jahre 1939–1941, auch wenn die Heeresgruppen A und B beim Überfall auf Polen kurzzeitig umbenannt wurden, sodass die Namen im September 1939 „Süd“, „Nord“ und „C“ lauteten. Mit dem Beginn des Feldzugs gegen die Sowjetunion wurden diese drei Heeresgruppen an der Ostfront umbenannt, und die Praxis, bereits bestehende Heeresgruppenkommandos im Osten umzubenennen, wurde bis zum Ende des Krieges beibehalten. Die Heeresgruppen auf den sogenannten OKW-Kriegsschauplätzen hingegen behielten ihre einmal erhaltenen Bezeichnungen. Insgesamt gab es 15 Heeresgruppenkommandos:
| Heeresgruppen Umbenennungen während des Krieges | Einsatzort                    |
| Heeresgruppe Süd (1)* – A (1)* – Süd (2)* – B (2; inoffiziell auch „Stalingrad“)* | Polen – Frankreich – Ostfront |
| Heeresgruppe Nord (1)* – B (1)* – Mitte (1)* – Nord (3)* | Polen – Frankreich – Ostfront |
| Heeresgruppe C (1)* – Nord (2)* – Kurland | Frankreich – Ostfront         |
| Heeresgruppe D | Westfront                     |
| Heeresgruppe A (2; inoffiziell auch “Kaukasus”)* – Südukraine – Süd (4)* – Ostmark | Ostfront                      |
| Heeresgruppe Don – Süd (3)* – Nordukraine – A (3)* – Mitte (2)* | Ostfront                      |
| Heeresgruppe E | Balkan                        |
| Heeresgruppe Afrika | Tunesien                      |
| Heeresgruppe B (3)* | Westfront                     |
| Heeresgruppe C (2)* / OB Südwest | Italien                       |
| Heeresgruppe F | Balkan                        |
| Heeresgruppe G | Westfront                     |
| Heeresgruppe H | Niederlande                   |
| Heeresgruppe Oberrhein | Westfront                     |
| Heeresgruppe Weichsel | Ostfront                      |
| * Die Namen A, B, C, Süd, Nord und Mitte wurden mehrfach durch Neuaufstellung oder Umbenennung vergeben; die Zahlen in Klammern waren nicht Teil der offiziellen Bezeichnung, sie dienen hier lediglich der Unterscheidung. |                               |

#### Generalkommandos und Wehrkreise

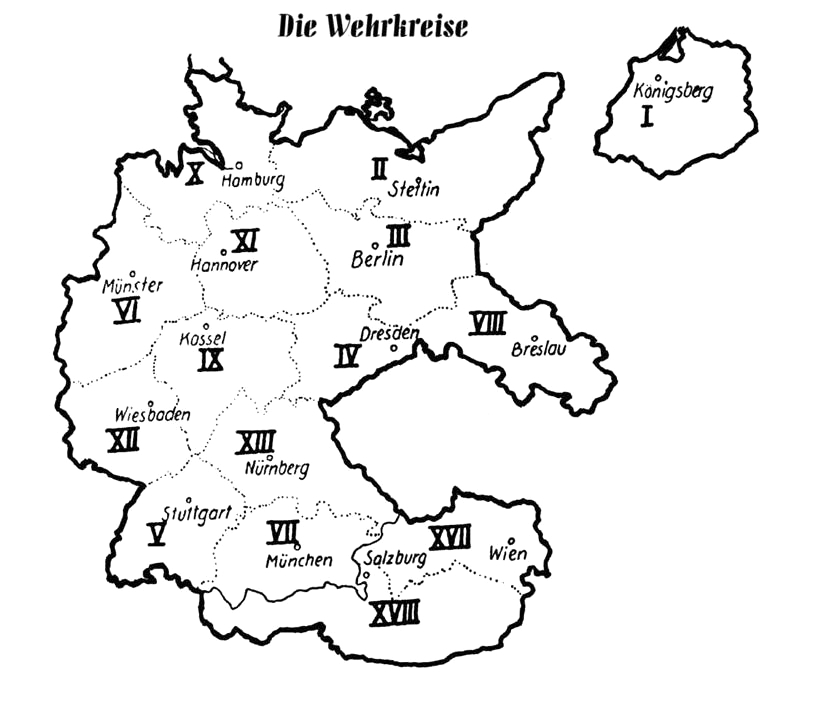
Wehrkreise im Deutschen Reich 1939

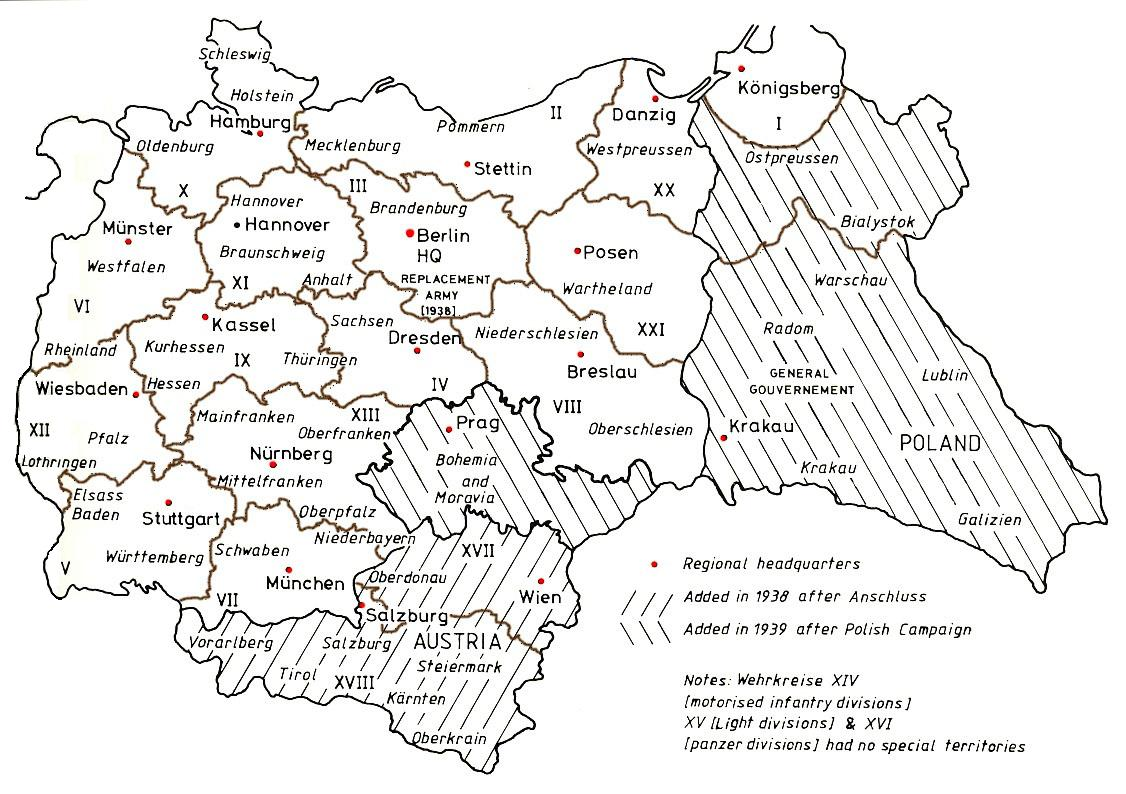
Wehrkreise 1944

Zum Zeitpunkt der Mobilmachung am 26. August 1939 bestanden 15 Generalkommandos, vier Korpskommandos der motorisierten Truppen und drei Generalkommandos der Grenztruppen. Die Generalkommandos umfassten sowohl die Armeekorps als auch die Wehrkreise, in denen die Wehrersatzorganisation sowie die ortsfesten Einrichtungen territorial zusammengefasst waren und die sich über das gesamte Gebiet des Deutschen Reiches erstreckten. Bei der Mobilmachung wurden in den Wehrkreisen stellvertretende Generalkommandos gebildet, die dem Ersatzheer unterstanden. Die Tabelle zeigt den letzten Stand des Friedensheeres vor der Mobilmachung.
| Armeekorps                                                   | Standort       | Divisionen                                                       |
| ------------------------------------------------------------ | -------------- | ---------------------------------------------------------------- |
| I*                                                           | Königsberg     | 1. Inf.-Div. (ID), 11. ID, 21. ID                                |
| II*                                                          | Stettin        | 12. ID, 32. ID                                                   |
| III*                                                         | Berlin         | 3. ID, 23. ID                                                    |
| IV*                                                          | Dresden        | 4. ID, 14. ID, 24. ID                                            |
| V*                                                           | Stuttgart      | 5. ID, 25. ID, 35. ID                                            |
| VI*                                                          | Münster        | 6. ID, 16. ID, 26. ID                                            |
| VII*                                                         | München        | 7. ID, 27. ID, 1. Geb.-Div. (GD)                                 |
| VIII*                                                        | Breslau        | 8. ID, 18. ID, 28. ID                                            |
| IX*                                                          | Kassel         | 9. ID, 15. ID                                                    |
| X*                                                           | Hamburg        | 22. ID, 30. ID                                                   |
| XI*                                                          | Hannover       | 19. ID, 31. ID                                                   |
| XII*                                                         | Wiesbaden      | 33. ID, 34. ID, 36. ID                                           |
| XIII*                                                        | Nürnberg       | 10. ID, 17. ID, 46. ID                                           |
| XIV                                                          | Magdeburg      | 2. ID (motorisiert), 13. ID (mot.), 20. ID (mot.), 29. ID (mot.) |
| XV                                                           | Jena           | 1. leichte Division, 2. leichte Division, 3. leichte Division    |
| XVI                                                          | Berlin         | 1. Pz.-Div. (PD), 3. PD, 4. PD, 5. PD,                           |
| XVII*                                                        | Wien           | 44. ID, 45. ID                                                   |
| XVIII*                                                       | Salzburg       | 2. GD, 3. GD                                                     |
| XIX                                                          | Wien           | 2. PD, 4. leichte Division                                       |
| Eifel#                                                       | Bonn           |                                                                  |
| Saarpfalz#                                                   | Kaiserslautern |                                                                  |
| Oberrhein#                                                   | Baden-Baden    |                                                                  |
| * Gleichzeitig Wehrkreis; # Generalkommando der Grenztruppen |                |                                                                  |

#### Armeeoberkommandos
Zu den Namen: Normalerweise werden AOKs mit arabischen Zahlen bezeichnet, nur in Ausnahmefällen gibt es geographische Bezeichnungen. Ähnlich wie bei den Heeresgruppen wurden auch AOKs gelegentlich umbenannt, so geschehen etwa aus Tarnungsgründen vor dem Westfeldzug. Des Weiteren wurden mehrfach gleiche Zahlen für verschiedene AOKs verwendet. Zur Unterscheidung werden diese hier mit Buchstaben in Klammern unterschieden; dies war natürlich nicht der offizielle Brauch.
| AOK                                                                             | Einsatzort oder Unterstellung                      |
| ------------------------------------------------------------------------------- | -------------------------------------------------- |
| AOK 1                                                                           | Westen                                             |
| AOK 2 (a) – Heeresgruppe Nord (a)                                               | Polen                                              |
| AOK 3 – AOK 16                                                                  | Polen – Westen – Ostfront                          |
| AOK 4                                                                           | Polen – Westen – Ostfront                          |
| AOK 5 – AOK 18                                                                  | Westen – Ostfront                                  |
| AOK 7                                                                           | Westen                                             |
| AOK 8 (a) – AOK 2 (b) – AOK Ostpreußen                                          | Polen – Westen – Ostfront                          |
| AOK 9                                                                           | Westen – Ostfront                                  |
| AOK 10 (a) – AOK 6 (a)                                                          | Polen – Westen – Ostfront                          |
| AOK 12 (a) – Heeresgruppe Süd (a)                                               | Polen                                              |
| AOK 14 – AOK 12 (b) – Heeresgruppe E                                            | Polen – Westen – Balkan                            |
| AOK Norwegen                                                                    | Norwegen                                           |
| AOK 11 (a) – Heeresgruppe Don                                                   | Ostfront                                           |
| AOK 15                                                                          | Westen                                             |
| AOK 17                                                                          | Ostfront                                           |
| AOK Lappland – GebirgsAOK 20                                                    | Finnland – Norwegen                                |
| [Armee-Abteilung Hollidt] – AOK 6 (b)                                           | Ostfront                                           |
| [Armee-Abteilung Kempf] – AOK 8 (b)                                             | Ostfront                                           |
| AOK 10 (b)                                                                      | Italien                                            |
| [Armeegruppe Felber] – AOK 19                                                   | Westen                                             |
| AOK 14 (b)                                                                      | Italien                                            |
| [Heeresgruppe Nord (c)] – AOK 12 (c; inoffiziell auch „Armee Wenck“)            | im April 1945 sowohl West- als auch Ostfront       |
| [Reste AOK 4] AOK 21                                                            | Ostfront                                           |
| AOK 24                                                                          | „Alpenfestung“ an der Schweizer Grenze             |
| AOK 25                                                                          | Niederlande                                        |
| AOK Ligurien                                                                    | gemischter deutsch-italienischer Verband – Italien |
| [Panzergruppe 1] – PzAOK 1                                                      |                                                    |
| [Panzergruppe 2] – PzAOK 2                                                      |                                                    |
| [Panzergruppe 3] – PzAOK 3                                                      |                                                    |
| [Panzergruppe 4] – PzAOK 4                                                      |                                                    |
| [Panzergruppe Afrika] – PzAOK Afrika – Deutsch-Italienisches PzAOK – HGr Afrika | Nordafrika                                         |
| PzAOK 5 (a)                                                                     | Tunesien                                           |
| [Panzergruppe West] – PzAOK 5 (b)                                               | Westen                                             |
| PzAOK 6                                                                         | Westen – Ostfront                                  |
| SS-PzAOK 11 – AOK 11 (b)                                                        | Ostfront – Harz                                    |
| FallschirmAOK 1                                                                 | Westen                                             |

#### Armeegruppen und Armee-Abteilungen
Neben diesen regulären Einheiten gab es gelegentlich noch solche, die als „Armeegruppe“ „Armee-Abteilung“ oder einfach nur „Gruppe“ bezeichnet wurden. Eine genaue Festlegung des Umfangs dieser Einheiten unterblieb dabei in der Regel, sie waren meist von eher kurzer Lebensdauer und wurden entsprechend normalerweise nach ihren jeweiligen Führern benannt.

##### Armeegruppe
Die „Armeegruppe Weichs“ im Süden der Ostfront 1942 zum Beispiel bestand aus drei Armeen (2., 4. Panzer und 2. ungarische), entsprach also von der Größenordnung her durchaus einer Heeresgruppe. An der Ostfront wurden verbündete Armeen verschiedentlich deutschen AOKs unterstellt, die dann ebenfalls als Armeegruppen bezeichnet wurden, z. B. die „Armeegruppe Fretter-Pico“, die im September 1944 aus der 6. deutschen und der 2. ungarischen Armee bestand. Die am 25. Mai 1942 in Frankreich errichtete „Armeegruppe Felber“ entsprach hingegen von der Größe her einem Korps; sie diente im August 1943 als Basis für die Aufstellung der 19. Armee. Die „Armeegruppe Blumentritt“ im April/Mai 1945 schließlich kann nur noch als ein Sammelsurium, bestehend aus allen sich im Raum Unterelbe – Schleswig-Holstein befindlichen Truppen, bezeichnet werden.

##### Armee-Abteilung
Bei Armee-Abteilungen handelte es sich öfter um Reste von zerschlagenen Verbänden, die eilig zu neuen Einheiten zusammengefasst wurden; von der Mannschaftsstärke her sind sie in der Regel in etwa zwischen Korps und Armee anzusiedeln. Einige dieser Abteilungen dienten auch als Grundstock für die Wiederaufstellung von Armeen: Im Sommer 1943 entstanden so aus der “Armeeabteilung Hollidt” die (neue) 6. Armee, aus der „Armee-Abteilung Lanz/Kempf“ die (neue) 8. Armee. Demgegenüber war die „Armee-Abteilung A“ ein regulär aufgestellter Verband, der im September 1939 zur Sicherung der Westgrenze bei Aachen eingesetzt wurde, bevor er durch das AOK 4 abgelöst wurde.

##### Korpsgruppe
Korpsgruppe, Panzergruppe und häufig einfach nur Gruppe war in der Wehrmacht die Bezeichnung für eine improvisierte, d. h. zeitlich befristet aufgestellte, Armee. Im Unterschied zu einer regulären Armee existierte kein Armeeoberkommando (AOK), die Führung der Korpsgruppe übernahm das Korpsoberkommando eines der beteiligten Korps (nach dessen Oberbefehlshaber die Korpsgruppe meist benannt war), so die Panzergruppe Kleist und die Panzergruppe Guderian.

#### Oberbefehlshaber der Kriegsschauplätze
Diese waren in der Kriegsspitzengliederung ursprünglich nicht vorgesehen. Ihre in der Regel zumindest anfangs mit einem Heeresgruppen-Kommando gekoppelten Befugnisse entstanden, als die Tätigkeit des Oberkommandos des Heeres auf den östlichen Kriegsschauplatz beschränkt wurde und die Führung auf den übrigen Kriegsschauplätzen auf den Wehrmachtführungsstab unter General Jodl direkt überging.
Als Oberbefehlshaber Ost oder West bezeichnete Kommandos hatte es schon nach Abschluss der Kämpfe in Polen und im Westen gegeben, die allerdings keine Kampf-, sondern Besatzungstruppen führten:
- Das Heeresgruppenkommando Süd unter Generaloberst von Rundstedt fungierte vom 3. Oktober bis 20. Oktober 1939 gleichzeitig als OB Ost („Oberost“). Nachdem die Heeresgruppe Süd am 20. Oktober nach Westen verlegt worden war, wurde am 1. November aus Teilen des Stabes des Grenzabschnittskommandos Mitte, vormals Armeeoberkommando 5 (AOK 5), unter Generaloberst Blaskowitz ein neuer Stab des Oberbefehlshabers Ost (Oberost) gebildet. Als dieser am 14. Mai 1940 AOK 9 nach Westen verlegt wurde, wurde aus dem Stab des Grenzabschnittskommandos Süd ein neuer Stab Oberbefehlshaber Ost unter Gen. von Gienanth gebildet, dessen Dienststelle am 21. Juli 1940 in “Militärbefehlshaber im Generalgouvernement” umbenannt wurde und damit einem rein territorialen Wehrkreiskommando gleichgestellt wurde.
- Nach dem Westfeldzug war es wieder Rundstedts Heeresgruppenkommando, früher „Süd“, jetzt „A“, das am 10. Oktober 1940 die Aufgaben des Oberbefehlshabers übernahm. Als die HGr A dann am 15. März 1941 zur Vorbereitung des Feldzuges gegen die Sowjetunion nach Schlesien verlegt wurde, übernahm die neu aufgestellte HGr D die Funktion des „OB West“.

Für Kriegsschauplätze wurden dann folgende Oberbefehlshaber ernannt:
- 15. März 1941 „OB West“ (= HGr D; dieser Zusatz entfiel ab dem 10. September 1944)
  - 25. März 1945 „OB Süd“: Nachdem die Westfront kurz vor der Einkesselung der HGr B im Ruhrgebiet in zwei Teile zerrissen war, wurde der „OB West“ in „OB Süd“ umbenannt.
- 1. Dezember 1941 “OB Süd” beim italienischen Oberkommando, daraus entstand nach mehreren Zwischenstufen bis 21. November 1943 der „OB Südwest“ (HGr C)
- 1. Januar 1943 „OB Südost“: HGr E, dann ab 22. August 1943 HGr F (mit Unterstellung der HGr E), ab 25. März 1945 wieder HGr E (nach Auflösung der HGr F)
- 2. Dezember 1944 bis 24. Januar 1945 „OB Oberrhein“: Der OB der durch die SS neu aufgestellten Heeresgruppe Oberrhein, RFSS Himmler, wurde der Unterordnung unter den “OB West” entzogen.
- 7. April 1945 „OB Nordwest“: im nördlichen Teil der Westfront entstanden durch Umbenennung der „Heeresgruppe H“ (erscheint in einigen Anordnungen und Befehlen aus der Zeit nach der Kapitulation auch als “OB Nord”)
- 25. April 1945 „OB Südraum“ = „OB West“ mit Führungsstab B: Aufstellung, nachdem Amerikaner und Sowjets sich am gleichen Tag bei Torgau getroffen hatten, mit gleichzeitiger Unterstellung des „OB Südwest“, des „OB Südost“ und der Heeresgruppen Mitte und Süd der Ostfront
- 25. April 1945 „OB Nordraum“: vorgesehen Großadmiral Dönitz, aber: „Die Führungsaufgabe des Führungsstabes A unter Großadmiral Dönitz tritt vorläufig nicht in Kraft.“[14]

### Divisionen

#### Die Division als kleinste operative Einheit
Der größte reguläre Truppenverband und zugleich die kleinste operative Einheit war die Division, die auch den primären Bezugspunkt für den Frontsoldaten darstellte. Die darüber angesiedelten Einheiten Korps, Armee und Heeresgruppe waren genau genommen nur Kommandobehörden, die im Krieg für die Koordinierung bestimmter Aufgaben eine nicht festgelegte Zahl von unterstellten Großverbänden zusammenfassten. Entsprechend werden Truppenstärken grundsätzlich entweder als Anzahl der Mannschaften oder der Divisionen – und zum Beispiel nicht als Anzahl der Armeen – angegeben. Den Divisionen des Heeres unterstanden meist zwei bis drei Regimenter der jeweiligen Truppengattung als Kampfverbände  sowie (Kampf-)Unterstützungsverbände. Die Zusammensetzung und Bewaffnung der Divisionen unterschied sich je nach Aufstellungswelle.
Zu Beginn des Krieges hatte eine Division eine Sollstärke von 15.000 bis 17.000 Mann. Allerdings sank durch die hohen Verluste besonders an der Ostfront die Stärke kontinuierlich: Bereits im November 1941 war die Gefechtsstärke der Infanterie-Divisionen auf 65 % abgesunken., Dem wurde dadurch Rechnung getragen, dass im Oktober 1943 die verbindlich vorgeschriebene Stärke einer Infanterie-Division nur noch 10.700 Mann betrug die jedoch auch immer häufiger nicht mehr erreicht wurde.

#### Divisionstypen
Die Divisionen der Wehrmacht können in folgende Gruppen unterteilt werden:

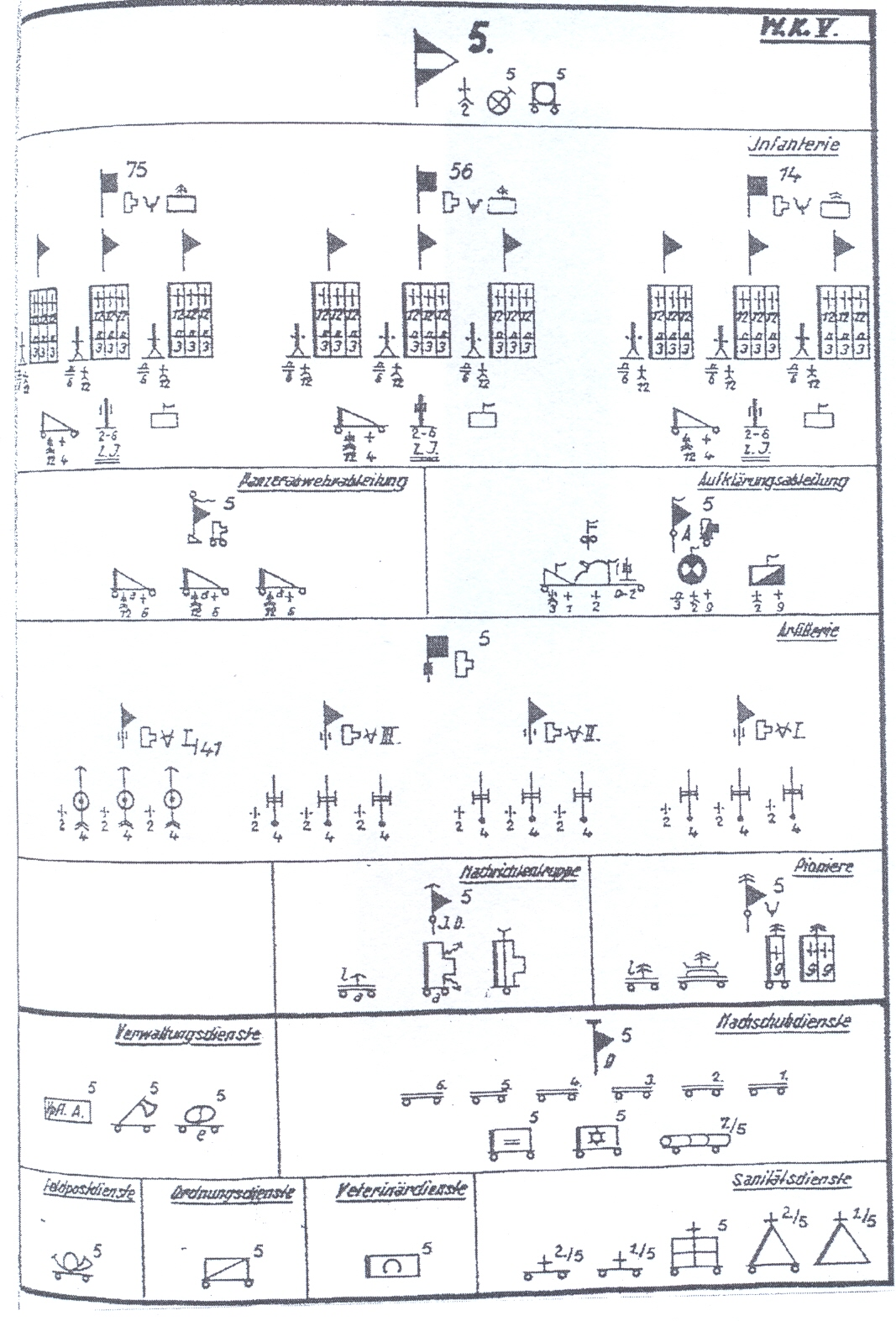
Gliederung der 5. Infanterie-Division (1. Aufstellungswelle) der Wehrmacht 1940

- Infanterie-Divisionen:

Nummerierte Infanterie-Divisionen von 1 bis 719
ab 1943 Grenadier-Divisionen
ab 1944 Volksgrenadier-Divisionen als Neuaufstellungen
Namensdivisionen (u. a. Schatten-Divisionen)
Feldausbildungs-Divisionen
Infanterie-Divisionen des Reichsarbeitsdienstes (RAD)
Sturm-Divisionen
Festungs-Divisionen
Sicherungs-Divisionen und Sicherungs-Brigaden
Jäger-Divisionen wie die 100. Jäger-Division
Gebirgsjäger-Divisionen wie der 2. Gebirgs-Division
Skijäger-Division
- Motorisierte Divisionen:

Panzer-Divisionen
Leichte Divisionen
Infanterie-Division (mot.)
Panzergrenadier-Divisionen als Umbenennung
Panzerjagd-Division
- Reserve-Divisionen, Feldersatzdivisionen und Ersatzdivisionen
- Division für Spezialoperationen
- Gemischte Divisionen wie der Division „von Broich“ und Division z.V.
- Kavallerie-Divisionen wie der 1. Kavallerie-Division
- Artillerie-Divisionen
- Divisionen zur besonderen Verwendung
- Großverbände mit ausländischen Freiwilligen:

Infanterie-Divisionen wie z. B. 250. Infanterie-Division (die spanische División Azul) oder die 369. (kroatische) Infanterie-Division
Kavallerie-Divisionen und Korps wie 1. Kosaken-Division und Kalmückisches Kavalleriekorps
Legionen wie z. B. die Armenische Legion oder die Légion des volontaires français contre le bolchévisme
Sonstige Verbände wie das Russische Schutzkorps, die 1. Russische Nationalarmee, Sonderverband Bergmann, Sonderverband Graukopf, Kampfgruppe Mäder und Division Brehmer

#### Ausstattung am Beispiel der Infanterie-Divisionen
Die Infanterie-Divisionen der 1. Aufstellungswelle zwischen 1934 und 1939 hatten nach Kriegsstärkenachweis (KStN) folgende Stärke: 518 Offiziere, 102 Beamte, 2.573 Unteroffiziere und 13.667 Mannschaften.
Die Bewaffnung bestand laut Kriegsausrüstungsnachweis (KAN) aus 3.681 Pistolen, 12.609 Karabinern 98k, 312 Maschinenpistolen 40, 90 × Panzerbüchse 38 oder 39, 425 leichten Maschinengewehren 34, 110 schweren Maschinengewehren 34 mit Feldlafette, 84 leichten 5-cm-Granatwerfern 36, 54 8,1-cm-Granatwerfern 34, 75 3,7-cm-PaK 36, 20 7,5-cm-leichten Infanteriegeschützen 18, 6 15-cm-schweren Infanteriegeschützen 33, 36 10,5-cm-leichten Feldhaubitzen 18, 12 15-cm-schweren Feldhaubitzen 18, 9 Flammenwerfer 35 und 3 leichte Panzerspähwagen Sd.Kfz. 221.
An Pferden und Fahrzeugen waren vorhanden: 1743 Reitpferde, 3632 Zugpferde für die Artillerie sowie 895 bespannte Fahrzeuge, davon 31 mit Anhänger, 500 Fahrräder, 530 Krafträder, davon 190 mit Beiwagen, 394 Personenkraftwagen, 536 Lastkraftwagen mit 67 Anhängern.
Gepanzerte Fahrzeug spielten auch bei den Infanterie-Divisionen im Laufe des Krieges eine zunehmend wichtige Rolle. Die Panzerjägerabteilungen aller Infanteriedivisionen an der Ostfront sollten laut OKH-Befehl vom 15. Juli 1943 mit je einer Panzerjägerkompanie mit 14 Sturmgeschütz III ausgestattet werden. Die 6. und 7. Infanterie-Division gehörten zu den ersten Verbänden, deren Panzerjägerabteilung ab Oktober 1943 mit einer Kompanie Sturmgeschützen ausgerüstet war. Die Umgliederung der Panzerjägerverbände mit Sturmgeschützen zog sich bis Mitte 1944 hin und wurde nicht bei allen Divisionen zum Abschluss gebracht.
Eine Infanterie-Division 45 gegen Ende des Zweiten Weltkrieges verfügte nach der Verfügung Nr. I/21 000/44 g. Kdos. über 352 Offiziere, 29 Beamte, 1947 Unteroffiziere und 9581 Mannschaften (inklusive 698 ausländischen Hilfswillige). Die materielle Ausstattung bestand aus 7594 Gewehren, 1563 Pistolen, 462 leichten MG 34 oder 42, 74 schweren MG, 79 Granatwerfern, 10 3,7-cm-FlaK, 11 7,5-cm-PaK, 35 Infanterie-Geschützen, 25 leichten Feldhaubitzen, 12 schweren Feldhaubitzen, 14 Sturmgeschützen, 138 Krafträdern, 146 Personenkraftwagen, 185 Lastkraftwagen, 32 Raupenschleppern, 1273 bespannten Fahrzeugen, 368 unbespannten Fahrzeugen und 1456 Fahrrädern. Die Ausstattung der Panzerjägerabteilung mit Sturmgeschützen und PaK auf Selbstfahrlafette war zu Kriegsende nicht mehr einheitlich.

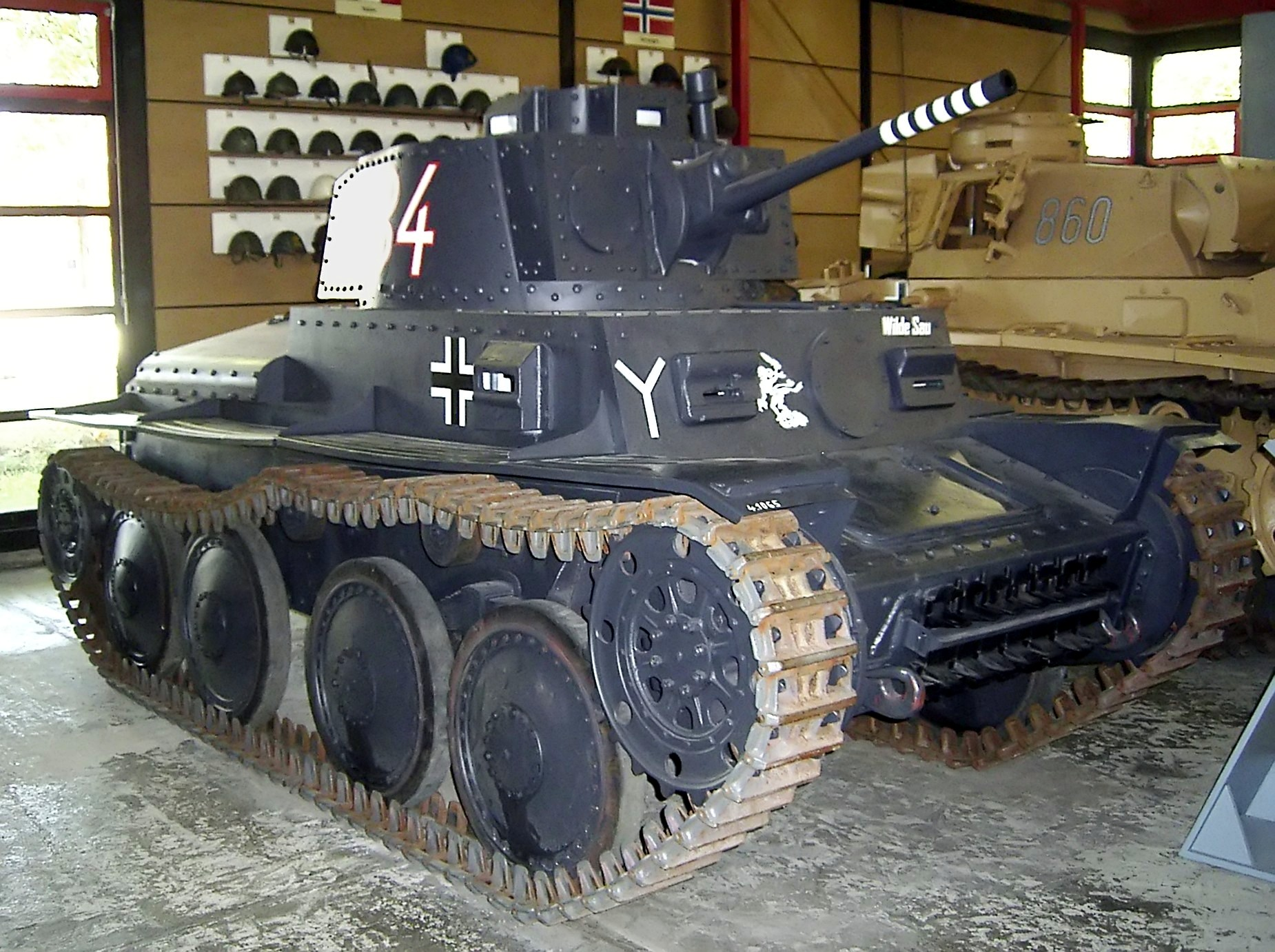
Leichter Panzer 38(t) in der Ausführung S

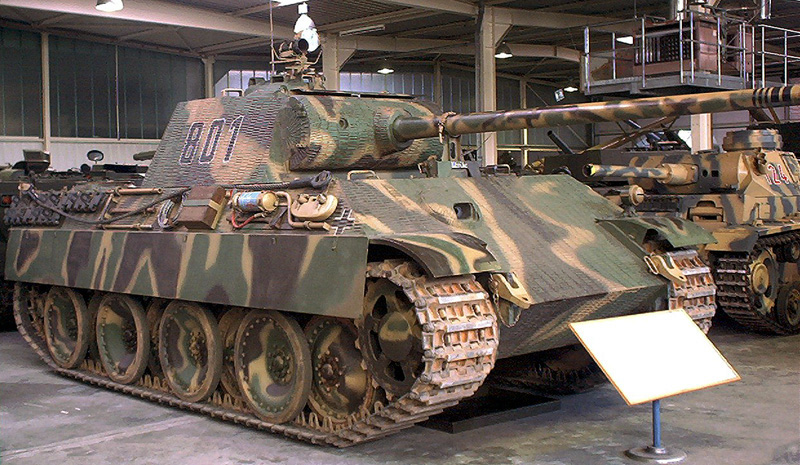
Panzerkampfwagen V Panther

#### Ausstattung am Beispiel der Panzer-Divisionen
Eine deutsche Panzer-Division des Zweiten Weltkriegs bestand aus:
- zwei Panzer-Regimentern, ab Beginn des Russlandfeldzugs nur noch einem Panzer-Regiment
- einem, ab dem Beginn des Russlandfeldzugs zwei motorisierten oder teilmechanisierten Schützen-Regimentern, die ab 1943 beide als Panzergrenadiere bezeichnet wurden
- einem Artillerieregiment mit zumeist gezogenen, später zum Teil auch gepanzerten Geschützen auf Selbstfahrlafetten.

Unterstützt wurden die Regimenter durch Panzerjäger, Pioniere, Flakartillerie, Aufklärungs- und Nachrichtentruppen sowie Sanitäts-, Versorgungs- und Instandsetzungseinheiten in Abteilungsstärke.
Die 10 vorhandenen Panzer-Divisionen zu Beginn des Krieges hatten einen Bestand von gesamt 2592 Panzern, was ca. 260 Panzern pro Division entspricht. Bis 1939 waren dabei die zunehmend veralteten Panzerkampfwagen I und der Panzerkampfwagen II die Hauptmuster der deutschen Panzertruppe gewesen, Panzerkampfwagen III und Panzerkampfwagen IV liefen aus der Produktion zu. Die Panzer-Divisionen wiesen über den gesamten Kriegsverlauf einen komplexen Bestand an Panzermodellen auf, was vor allem der anfangs unbefriedigenden Leistung der deutschen Panzerindustrie und der hohen Anzahl "erbeuteter" Panzer, etwa aus der Zerschlagung der Rest-Tschechei, geschuldet war. Mehrere Divisionen waren nur mit tschechischen (im Krieg gegen die Sowjetunion waren 1941 660 Panzer 38(t) in fünf Panzerdivisionen einsatzbereit) oder später französischen Beutepanzern wie dem Somua S-35 ausgestattet. Im Laufe des Krieges wurden die weiterentwickelten Panzerkampfwagen V „Panther“, der Panzerkampfwagen VI Tiger und der Tiger II ausgeliefert, wobei die beiden letzteren Typen vor allem für Schwere Panzer-Abteilungen verwendet wurden. Sturmgeschütze wie das Sturmgeschütz III und das Sturmgeschütz IV, die ursprünglich reine Infanterieunterstützungspanzer waren, wurden im Verlauf des Krieges ebenfalls in den Panzer-Divisionen verwendet.

## Sonderheere außerhalb des Heeres der Wehrmacht
Bei den deutschen Streitkräften gab es ab Beginn des Zweiten Weltkrieges in zunehmendem Maße größere Verbände an Bodentruppen, die nicht zum Heer gehörten, das heißt nicht dem Oberkommando des Heeres (OKH) unterstellt waren. Dies gab es auch bei anderen Streitkräften innerhalb gewisser Grenzen, man denke z. B. an die US-amerikanischen Marines; jedoch war die Lage aufgrund des im nationalsozialistischen Deutschland typischen und von Adolf Hitler zur Sicherung seiner eigenen Position ausdrücklich gewollten Nebeneinanders von konkurrierenden Zuständigkeiten besonders unübersichtlich.
Ein weiterer Grund seitens der NS-Führung, Verbände dem unmittelbaren Zugriff des Heeres zu entziehen, lag darin, dass Hitler der Heeresgeneralität wenig traute, da es ja auch von dieser Seite schon lange vor dem 20. Juli 1944 öfters Umsturzpläne gab. Durch die Aufstellung von Bodentruppen seitens der Luftwaffe und der Waffen-SS, die unter dem Oberbefehl der NS-Größen Hermann Göring und Heinrich Himmler standen, sollte ein zuverlässiges, nationalsozialistisch eingestelltes Gegengewicht gegen das Heer gebildet werden.
- Bodentruppen unter dem Oberbefehl des Oberbefehlshabers der Luftwaffe Hermann Göring:
  - Die Fallschirmtruppen waren der Luftwaffe unterstellt. Es wurden insgesamt 13 Fallschirmjäger-Divisionen aufgestellt, die im Laufe des Krieges jedoch in zunehmendem Maße nicht mehr für Luftlandeoperationen, sondern infanteristisch eingesetzt wurden. Ab September 1944 wurde aus Fallschirmjägern, aber auch aus sonstigen Truppen, die 1. Fallschirm-Armee für den Kampf am Niederrhein aufgestellt.
  - Daneben gab es seit Sommer 1942 die Luftwaffen-Felddivisionen, aus „überzähligem Personal der Luftwaffe gebildete Verbände für den Erdkampf“.[27] Insgesamt wurden so 21 Divisionen aufgestellt.[28] Da diese für Infanterieeinsätze kaum ausgebildet und daher nur bedingt einsatzfähig waren, wurden sie „nach relativ kurzer Zeit und unnötig hohen Verlusten“[29] in das Heer übernommen.
  - Zusätzlich existierte als besondere Formation die Division Hermann Göring, die sogar mit Panzern ausgestattet wurde. Im letzten Kriegsjahr wurde hieraus noch ein komplettes „Fallschirm-Panzerkorps“ aufgestellt.
  - Insgesamt wurden 31 Flak-Divisionen und sieben Flak-Korpskommandos bei der Luftwaffe aufgestellt, die oftmals gemeinsam mit den Heeresverbänden operierten und deren Kommandobehörden unterstanden.
  - Außerdem wurden noch drei Luftwaffengeneräle, Generalfeldmarschall Albert Kesselring als OB Süd – Südwest – West – Südraum, Generaloberst Alexander Löhr als OB der Heeresgruppe E und zeitweiliger OB Südost und Generaloberst Kurt Student, als OB der 1. Fallschirmarmee und der Heeresgruppen H und Weichsel, mit hohen Kommandos über Heerestruppen betraut.
- Bodentruppen unter dem Oberbefehl des Reichsführers SS Heinrich Himmler:
  - Gleich zu Beginn des Zweiten Weltkrieges ging die SS dazu über, die Waffen-SS als eigene kämpfende Truppe aufzubauen. Wurden zu Beginn nur Freiwillige aufgenommen, so ging man ab 1943 dazu über, auch Wehrpflichtige statt zur Wehrmacht in die Waffen-SS einzuziehen. Gegen Ende des Krieges bestand diese bei einer Ist-Stärke von über 600.000 Mann aus 38 Divisionen und 16 Generalkommandos (Korps). Formell dem Geschäftsbereich des Innenministeriums zugeordnet, stand die Waffen-SS als Streitmacht tatsächlich nicht nur außerhalb der Wehrmacht, sondern mit ihrer Ausrichtung ganz auf die Person Hitlers sogar außerhalb des Staates.[30] Neben SS-Oberst-Gruppenführer Sepp Dietrich, dem OB der 6. Panzerarmee, wurden noch zwei weitere SS-Kommandeure mit höheren Kommandos über Heerestruppen betraut: SS-Oberst-Gruppenführer Paul Hausser und SS-Obergruppenführer Felix Steiner.
  - Bereits Anfang Juli 1944 hatte Hitler die Aufstellung von 15 sogenannten Grenadier-Divisionen befohlen, die nach dem 20. Juli in Volksgrenadier-Divisionen umbenannt wurden. Diese „nationalsozialistische Volksarmee des Führers und seines Reiches“ wuchs rasch auf rund 50 Divisionen an. Daneben wurden noch weitere Volks-Verbände aufgestellt wie z. B. das Volks-Artillerie-Korps.[31]
  - Mit Erlass vom 25. September 1944 ordnete Hitler die Bildung des Volkssturms an. Auch dieser war weder eine Einrichtung der Wehrmacht noch des Staates überhaupt, sondern eine solche der NSDAP. Die Aufstellung fiel in die Zuständigkeit der Gauleiter, für die militärische Organisation war Himmler zuständig. Von deutscher Seite aus galten die Angehörigen des Volkssturms rechtlich zwar als Soldaten, von den sowjetischen Streitkräften wurden sie jedoch nicht selten als Partisanen behandelt.[32]
- Um das Oberkommando des Heeres noch weiter zu schwächen, gab es seit Dezember 1941, als Hitler den Oberbefehl über das Heer übernahm, eine Unterteilung in Kriegsschauplätze des Oberkommandos der Wehrmacht (OKW) als auch in solche des OKH, die bereits mit dem Unternehmen Weserübung gegen Norwegen 1940 ihren Anfang genommen hatte und jetzt zu einer endgültigen Einrichtung wurde. Der Generalstab des Heeres wurde auf die Ostfront beschränkt, für alle übrigen Kriegsschauplätze war der Chef des Wehrmachtführungsstabes im OKW, Alfred Jodl, verantwortlich.[33]

## Einsatzstrategie

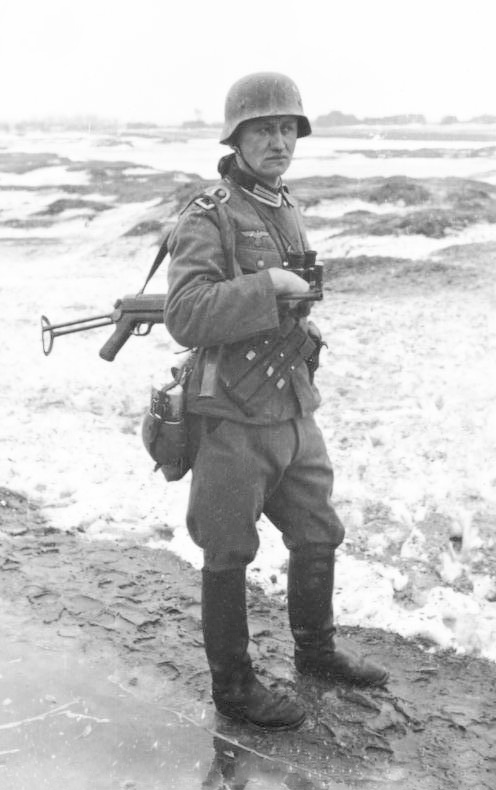
Unterfeldwebel mit Maschinenpistole MP 40 und Fernglas 1941 bei einer Übung (Polen)

Aus den Erfahrungen des Ersten Weltkrieges entstand bereits in der Reichswehr 1921/22 unter Hans von Seeckt die Vorschrift Heeresdienstvorschrift H.DV. 487 „Führung und Gefecht der verbundenen Waffen“ (FuG) . Diese wurde durch die Heeresdienstvorschrift H.Dv. 300/1 „Truppenführung“ (T.F. 1933, auch: „Beck-Vorschrift“) unter Federführung von Generalleutnant Ludwig Beck abgelöst.
Die Strategie der Wehrmacht in den frühen Kriegsjahren zielten vor allem auf die Einkesselung größerer gegnerischer Truppenverbände. Materialschlachten und Stellungskrieg wie im Ersten Weltkrieg sollten vermieden werden. Unerwartete Vorstöße sollen dabei dem Gegner im Idealfall keine Gelegenheit lassen, eine stabile Verteidigung zu organisieren. Die schnellen Vorstöße der Wehrmacht, das hohe Marschtempo der motorisierten und gepanzerten Verbände sowie das Zusammenspiel von Heer und Luftwaffe wurden kollektiv in der NS-Propaganda zum „Blitzkrieg“ stilisiert, auch wenn dieser Begriff in der Wehrmacht selbst nur wenig Anklang fand; die deutschen Offiziere empfanden die Kriegführung der Wehrmacht stattdessen als schlichte Fortsetzung von Führungsgrundsätzen, die in der deutschen Militärgeschichte seit Friedrich dem Großen und Carl von Clausewitz fester Bestandteil des Führungsdenken waren.
Als wichtiger Planer auf deutscher Seite im Zweiten Weltkrieg gilt Generalleutnant Erich von Manstein (später Generalfeldmarschall und Befehlshaber der Heeresgruppe Süd), der die vorgesehenen veralteten Angriffspläne auf Frankreich überarbeitete und einen schnellen Vorstoß schwerer Panzerdivisionen durch die Ardennen plante (später als Sichelschnittplan bezeichnet und im Rahmen des Westfeldzuges im Mai 1940 praktiziert).
Der unter dem Decknamen „Unternehmen Barbarossa“ militärisch vorbereitete Blitzkrieg im Sommer 1941 gegen die Sowjetunion scheiterte nach anfänglichen deutschen Erfolgen; die sowjetische Rote Armee konnte trotz hoher Verluste der Vernichtung in Grenznähe entgehen und stellte bis 1945 hunderte Großverbände neu auf, um eigene Verluste auszugleichen. Der deutsche Angriffsstoß zur Astrachan-Archangelsk-Linie wurde durch den gegnerischen Widerstand und durch Logistikprobleme entscheidend verlangsamt und scheiterte schließlich an operativen Rückschlägen in der Schlacht um Rostow und in der Schlacht um Moskau komplett. Im Sommer 1942 versuchte die Wehrmacht noch einmal, im Südsektor der Front die Initiative mit „Blitzkrieg“-ähnlichen schnellen Panzervorstößen an sich zu reißen („Fall Blau“) und erreichte nach erheblichen Geländegewinnen schließlich den Endpunkt des Vorstoßes in der Schlacht von Stalingrad, in welcher die deutsche 6. Armee von sowjetischen Kräften eingekesselt und völlig vernichtet wurde, wodurch die Fähigkeit der Wehrmacht, an der Ostfront die Initiative zu ergreifen, massiv eingeschränkt wurde. Eine kurzlebige Sommeroffensive 1943 („Unternehmen Zitadelle“) war nicht mehr in der Lage, die Geländegewinne von 1941 oder 1942 zu replizieren. Immer häufiger fanden sich die Soldaten der Wehrmacht jetzt in der Rolle des Verteidigers gegen angreifende alliierte Truppen. Hierbei war typisch, dass bestimmte Städte von der NS-Führung (oft von Hitler persönlich) zur „Festung“ oder zum „Festen Platz“ erklärt wurden, wodurch Rückzüge aus militärisch hoffnungslosen Stellungen verboten wurden.
Ab 1944 befand sich die Wehrmacht fast ununterbrochen auf dem Rückzug. Auf dem italienischen Kriegsschauplatz, wo seit 1943 westalliierte Truppen die Apenninhalbinsel von Süden nach Norden zu erobern versuchten, mussten die deutsche 10. Armee und 14. Armee sukzessive verschiedene Verteidigungslinien aufgeben (u. a. Volturno-Linie, Barbara-Linie, Gustav-Linie). An der Ostfront konnte die Wehrmacht im Jahr 1944 keine einzige wirksame Offensive zur Geltung bringen, musste aber insbesondere im Zuge der sowjetischen Sommeroffensive (Operation Bagration) den Zusammenbruch des mittleren Frontsektors und eine vernichtende Niederlage der Heeresgruppe Mitte hinnehmen. Es bestand die Hoffnung, durch Verschiebung der eigenen Aufmerksamkeit auf die Westalliierten diese als Kriegsgefahr zu neutralisieren, um sich dann wiederum mit voller Stärke der Sowjetunion zuzuwenden; als aber mit der Operation Neptune am 6. Juni 1944 („D-Day“) angloamerikanische Armeen auch in Nordfrankreich an Land gingen (welche später mit der Operation Dragoon durch eine weitere Invasion in Südfrankreich unterstützt wurden), zeigte sich, dass der operative Sieg über die Westalliierten keine realistische Option mehr war, wobei die große Luftüberlegenheit der angloamerikanischen Luftwaffen eine erhebliche Rolle spielte. Während der Rückzüge von allen Fronten praktizierte die Wehrmacht die Politik der Verbrannten Erde.
Von Winter 1944/45 bis Frühling 1945 führte die Wehrmacht noch einige Offensivstöße gegen die Alliierten (Ardennenoffensive im Westen, Plattenseeoffensive im Osten), die aber allesamt keine bleibenden militärischen Ergebnisse erzielten. Als sich der Krieg die alliierten Armeen schließlich über die Vorkriegsgrenzen nach Deutschland hinein brachte, zeigten sich auch beim Heer der Wehrmacht Auflösungserscheinungen. Den steigenden Desertionsraten konnten auch drakonische Repressalien (sowohl gegen Militärangehörige als auch gegen vermeintlich oder tatsächlich kollaborationswillige Zivilisten) nicht mehr entgegenwirken. Die Angriffsstöße der Alliierten trennten die Heerestruppen der Wehrmacht voneinander, da die sinkende Industrieproduktion, die steigenden Fahrzeug- und Personalverluste und die erdrückende Luftüberlegenheit der Alliierten über allen Verkehrsstraßen die Mobilität der Bodentruppen der Wehrmacht zunichtegemacht hatten. Die Heeresgruppe Kurland, die Armee Ostpreußen, die Truppen im Ruhrkessel und im Kessel von Mons sowie die verschiedenen Garnisonen von Hafenstädten wie La Rochelle und Dünkirchen kapitulierten jeweils in Situationen völliger Einkesselung durch verschiedene alliierte Streitmächte.
Auch die Einführung qualitativ hochwertiger Waffensysteme in den letzten Kriegsjahren, wie des Sturmgewehr 44 als Infanteriewaffe oder der Kampfpanzer Panther, Tiger und Königstiger konnten aufgrund geringer Stückzahlen und der quantitativen Kräfteverschiebung zugunsten der Alliierten (sowohl in militärisch-personellen als auch in wirtschaftlich-industriellen Maßstäben) keinen Unterschied mehr machen.